# 埃尔沃阿洛
埃尔沃阿洛，是西班牙马德里自治区的一个市镇。总面积40平方公里，总人口3704人（2001年），人口密度93人/平方公里。